# Neta Lavi
Pour les articles homonymes, voir Lavi.
Neta Lavi, né le 25 août 1996 à Ramat HaShofet, est un footballeur international israélien. Il évolue au poste de milieu défensif au Machida Zelvia.

## Carrière

### En équipe nationale
Neta Lavi honore sa première sélection en équipe d'Israël le 31 mai 2016, lors d'un match amical contre la Serbie.

## Statistiques
| Saison                | Club                  | Championnat           | Championnat | Championnat | Coupe nationale | Coupe nationale | Coupe de la Ligue | Coupe de la Ligue | Compétition(s) continentale(s) | Compétition(s) continentale(s) | Compétition(s) continentale(s) | Israël | Israël | Total | Total |
| Saison                | Club                  | Division              | M.          | B.          | M.              | B.              | M.                | B.                | Comp.                          | M.                             | B.                             | M.     | B.     | M.    | B.    |
| 2015-2016             | Maccabi Haïfa         | Ligat HaAl            | 22          | 0           | 6               | 0               | 3                 | 0                 | -                              | -                              | -                              | 1      | 0      | 32    | 0     |
| 2016-2017             | Maccabi Haïfa         | Ligat HaAl            | 14          | 0           | 0               | 0               | 6                 | 0                 | C3                             | 2                              | 0                              | -      | -      | 22    | 0     |
| Total sur la carrière | Total sur la carrière | Total sur la carrière | 36          | 0           | 6               | 0               | 9                 | 0                 | -                              | 2                              | 0                              | 1      | 0      | 54    | 0     |

## Palmarès
Il remporte la coupe d'Israël en 2015-2016 avec le Maccabi Haïfa.